# In Sides
In Sides è il quarto album discografico in studio del gruppo musicale inglese Orbital, pubblicato nel 1996.

## Tracce
1. The Girl with the Sun in Her Head – 10:26
2. P.E.T.R.O.L. – 6:17
3. The Box (Part 1) – 6:28
4. The Box (Part 2) – 6:00
5. Dŵr Budr – 9:55
6. Adnan's – 8:41
7. Out There Somewhere? (Part 1) – 10:42
8. Out There Somewhere? (Part 2) – 13:26